# 吉姆·博伊德
吉姆·博伊德（西班牙語：Jim Boyd，1930年11月30日—1997年1月25日），美国男子拳击运动员。他曾代表美国参加1956年夏季奥林匹克运动会拳击比赛，获得男子81公斤级金牌。他于1959年成为职业选手。